# Madecorphnus cuccodoroi
Madecorphnus cuccodoroi är en skalbaggsart som beskrevs av Frolov 2010. Madecorphnus cuccodoroi ingår i släktet Madecorphnus och familjen Orphnidae. Inga underarter finns listade i Catalogue of Life.